# 沙瀝公路
沙瀝公路（英語：Sha Lek Highway）是連接沙田路沙田圍及小瀝源大老山公路及大老山隧道交界，為沙田路的分支公路。全長1.5公里，全線均為二或三線雙程分隔公路。限制為每小時80公里。
公路由1號幹線沙田路沙田圍入口起，以高架橋形式在沙田圍路上方及東側，然後前往位於小瀝源的2號幹線的大老山公路及大老山隧道交界。橋下部分空間為綠化設施，香港駕駛學院小瀝源分校則在近大老山公路的一邊橋底，而沙瀝角落則位於近沙田路的橋底。
沙瀝公路是香港首條未被納入任何幹線系統的快速公路，另一條則為竹篙灣公路。